# Sacro Culto
Sacro Culto è il secondo album del gruppo italiano black metal sinfonico Opera IX.

## Tracce
1. The Oak
2. Fronds of the Acient Walnut
3. The Naked and the Dance
4. Cimmeries
5. My Devotion
6. Under the Sign of the Red Dragon

## Membri
- Cadaveria – voce
- Ossian – chitarre
- Vlad – basso
- Flegias - batteria
- Lunaris - tastiere

### Altri collaboratori
- Stefano Tappari — ingegnere del suono
- Armin Linke — fotografia
- Danilo Capua — miniature e disegni, artwork; dipinto di copertina nella ristampa Peaceville
- Paola Gaggiotti — grafiche